# Penedo Aballón
El Penedo Aballón es una gran roca de granito de forma redondeada situada en la ladera sur del monte de Penouta, en el concejo asturiano de Boal, que presenta el fenómeno natural de ser una piedra oscilante. Esta emblemática mole, a pesar de su peso, cuando es sometida a una pequeña fuerza (como por ejemplo, la que pueda ejercer el viento o una persona con sus manos) sobre un determinado punto, por su posición de equilibrio inestable, puede moverse de tal forma que mantiene una oscilación sobre sus minúsculos puntos de apoyo. De ahí proviene su nombre, dado que en fala el término "aballar" equivale a oscilar.
Se cree que podría haber sido un elemento de culto celta.
Aunque en 2001 fue derribada, presumiblemente mediante un acto de vandalismo
, el 23 de junio de 2018 fue devuelta a su posición original por la Sociedad de Amigos de Boal, con la ayuda de diversas empresas y particulares de la región

, recuperando el delicado equilibrio que permite su peculiar oscilación.
Desde la capital municipal, se puede acceder al Penedo Aballón tomando la carretera AS-35 en dirección a Vegadeo, y desviándose a la izquierda en el puerto de Penouta, por la pista forestal que bordea el alto en su ladera sur.